# Navlab
Navlab是一个自动和半自动的机动车系列，由美国卡内基·梅隆大学计算机科学学院下属机器人学院的研究团队开发，后有一个专门为其设立的新机构接手，即卡内基·梅隆大学导航实验室（The Carnegie Mellon University Navigation Laboratory）。其中，这个团队用无人驾驶汽车Navlab 5从匹兹堡一路开到圣地亚哥，这次旅行被称为“不用手穿越美国”（No Hands Across America）。

## 历史
1984年，作为美国国防部國防高等研究計劃署战略计算计划的一部分，卡内基·梅隆大学开始了对计算机控制汽车的研究。1986年，第一辆Navlab 1开始生产。

## 申请
Navlab系列的车辆用于不同的目的，包括越野侦察（off-road scouting）、自动公路系统（Automated Highway System）、冲出路外事故的预防、在拥挤环境中辅助驾驶等。
Navlab已经开发了几种类型的汽车，包括机器人汽车、货车、SUV和公交车。

## 车辆
Navlab的研究团队已经制造了Navlab 1到10。这些车辆大部分是半自动的，少数则是完全自动的。
Navlab 1建于1986年，使用的是雪佛兰厢式货车。这辆货车有5个货架的计算机硬件，装有3个太阳工作站，配备有视频硬件和GPS接收器，以及一台WARP超级计算机。该车由于受到软件限制，直到80年代末才完全投入使用，当时它的最高时速达到了20英里每小時（32每小時）。
Navlab 2建于1990年，使用的是美国陆军的HMMWV。这辆新车配备了三台SPARCstation 10计算机以“用于高级数据处理”，以及两台基于摩托罗拉68000的计算机“用于低级控制”。这辆悍马既能当越野车开，也能在路面上开。在崎岖的地形上行驶时，它的最高时速限制在6英里每小時（9.7每小時）。 当Navlab 2在公路上行驶时，时速可达70英里每小時（110每小時）。
Navlab 1和Navlab 2是半自动的，使用方向盘和传动轴编码器，以及一台“昂贵的”惯性导航系统进行操控。
Navlab 5是一辆自动驾驶汽车，使用了一辆1990年产的庞蒂亚克Trans Sport多功能休旅車。1995年7月，这个团队用Navlab 5从匹兹堡一路开车到圣地亚哥，进行了一次概念验证之旅，这次旅行被称为“不用手穿越美国”（No Hands Across America）。在2850英里的路程中，除了一段50英里的路程外，该车能自动驾驶，平均时速超过60英里每小时。2007年，Navlab 5进入了机器人名人堂。
Navlab 6和Navlab 7都是用庞蒂亚克邦纳维尔建造的。Navlab 8是用一辆奥兹莫比尔剪影货车建造的。Navlab 9和Navlab 10都是用休斯顿的公交车建造的。